# Wang Jiaqi
Wang Jiaqi (chinesisch 王家琪, Pinyin Wang Jiaqi) (* 25. März 2002) ist eine chinesische Tennisspielerin.

## Karriere
Sie spielt vor allem auf der ITF Women’s World Tennis Tour, wo sie bislang fünf Titel im Doppel gewinnen konnte.
2019 spielte sie im Januar bei den Australian Open, wo sie im Juniorinneneinzel in der ersten Runde gegen Emma Navarro mit 2:6 und 2:6 verlor. Im Juniorinnendoppel war sie mit ihrer Partnerin Zheng Qinwen an Position fünf der Setzliste geführt. Die beiden verloren aber bereits in der ersten Runde gegen Sada Nahimana und Moyuka Uchijima mit 0:6 und 2:6.
2023 stand sie im Dezember in Monastir gegen Darja Chamuzjanskaja im Finale des Dameneinzels, musste aber beim Stand von 0:6 und 2:4 aufgeben.
2024 erreichte sie im Mai bei den mit 60.000 US-Dollar dotierten Jin’an Open im Einzel und zusammen mit Feng Shuo das Viertelfinale.

## Turniersiege

### Doppel
| Nr. | Datum             | Turnier   | Kategorie | Belag             | Partnerin          | Finalgegnerinnen                           | Ergebnis          |
| --- | ----------------- | --------- | --------- | ----------------- | ------------------ | ------------------------------------------ | ----------------- |
| 1.  | 22. April 2023    | Monastir  | ITF W15   | Hartplatz         | Astrid Cirotte     | Yvonne Cavalle-Reimers Teja Tirunelveli    | ohne Spiel        |
| 2.  | 8. Juli 2023      | Tianjin   | ITF W15   | Hartplatz         | Yang Yidi          | Liu Yanni Yao Xinxin                       | 7:5, 6:4          |
| 3.  | 16. Dezember 2023 | Monastir  | ITF W25   | Hartplatz         | Ayumi Koshiishi    | Jenny Lim Nina Radovanovic                 | ohne Spiel        |
| 4.  | 31. Mai 2025      | Ma’anshan | ITF W15   | Hartplatz (Halle) | Peangtarn Plipuech | Anastassija Gretschkina Kristiana Sidorowa | 6:3, 3:6, [10:5]  |
| 5.  | 5. Juli 2025      | Ma’anshan | ITF W15   | Hartplatz (Halle) | Peangtarn Plipuech | Sandughasch Kenschibajewa Sofja Lansere    | 6:76, 6:4, [10:4] |